# Касонго Нганду, Исаак
Исаак Касонго Нганду (англ. Isaac Kasongo Ngandu; 6 декабря 1979, Лубумбаши) — конголезский футболист полузащитник.

## Карьера

### В клубах
С 1997 года выступал за клуб «Силу». В сезоне 2001 года вместе с командой стал чемпионом лиги Бас-Конго и принял участие в финальном этапе чемпионата страны 2002 года, где команда из Лукалы стала четвёртой.
С 2003 года выступает за «ТП Мазембе». В первом своём сезоне с «воронами» дошёл до финала Кубка страны и лидировал в турнире Лубумбаши, пока тот не был прерван. В сезоне 2004 года Касонго стал вице-чемпионом страны и первенствовал в Лумумбаши. В дальнейшем Касонго вместе с «Мазембе» четырежды побеждал в чемпионате (2006, 2007, 2009, 2011) и дважды выигрывал африканские Лигу чемпионов (2009, 2010) и Суперкубок (2009, 2010). При этом в первой, домашней финальной игре Лиги чемпионов 2010 года против «Эсперанса» Касонго оформил дубль.
Соответственно, конголезцы дважды выступали на клубном чемпионате мира, а Исаак отыграл во всех матчах своей команды на этих турнирах. В 2009 году Исаак забил гол в матче за пятое место против «Окленд Сити», но африканцы в итоге уступили (2:3). В 2010 году, обыграв «Пачуку» (1:0) и «Интернасьонал» (2:0), «Мазембе» вышел в финал, где уступил «Интернационале» (0:3).

### В сборной
Касонго привлекается в сборную ДР Конго с 2004 года. За это время он принял с ней участие в Кубке африканских наций 2006 года, чемпионате африканских наций 2011 года и товарищеском турнире Нильского бассейна, который прошёл в январе 2011 года в Каире. В матче за третье место каирского турнира конголезцы с минимальным счётом переиграли кенийцев, автором единственного гола стал Касонго, тем самым открывший счёт своим голам на уровне сборных.

## Личная жизнь
Женат, воспитывает двух сыновей и дочь.

## Достижения
«ТП Мазембе»:
- Клубный чемпионат мира:
  - Финалист: 2010
- Суперкубок КАФ:
  - Победитель: 2010, 2011
- Лига чемпионов КАФ:
  - Победитель: 2009, 2010
- Чемпионат ДР Конго:
  - Чемпион: 2006, 2007, 2009, 2011
  - Второе место: 2004, 2008, 2010
  - Третье место: 2005
- Кубок ДР Конго:
  - Второе место: 2003